# Marvin Woodward
Marvin Woodward, född 8 december 1905 i Colorado, död 14 oktober 1971 i Los Angeles, var en amerikansk animatör, som arbetade hos Walt Disney. Han animerade bland annat ett flertal Musse Pigg-kortfilmer.

## Filmografi (i urval)
Källa: 
- 1931 – Musse Pigg i friartagen
- 1932 – The Klondike Kid
- 1932 – I jultomtens verkstad
- 1933 – Ett resande teatersällskap
- 1933 – Den mekaniske boxaren
- 1934 – Musse Pigg som ungkarlspappa
- 1934 – I rövarhänder
- 1936 – Musse Pigg flyttar
- 1936 – Århundradets fight
- 1936 – Kusinen från landet
- 1939 – Pluto i eld och lågor
- 1940 – Pluto åker tåg
- 1942 – Musse Piggs födelsedag
- 1944 – Pluto får vårkänslor
- 1944 – Pluto får första förband
- 1945 – Pluto och sköldpaddan
- 1947 – Musse Pigg på galej
- 1948 – Pluto och bumerangen
- 1953 – Benjamin och jag
- 1955 – Lady och Lufsen[6]